# Майський (Грязовецький район)
Ма́йський (рос. Майский) — селище у складі Грязовецького району Вологодської області, Росія. Входить до складу Сидоровського сільського поселення.

## Населення
Населення — 29 осіб (2010; 43 у 2002).
Національний склад (станом на 2002 рік):
- росіяни — 96 %